# Jefferson in Paris
Jefferson in Paris è un film del 1995 diretto da James Ivory.
È stato presentato in concorso al 48º Festival di Cannes.

## Trama
Dal 1784 al 1789, Thomas Jefferson, prima di diventare segretario di Stato di George Washington e terzo presidente degli Stati Uniti per due legislature, passò cinque anni a Parigi come ambasciatore e ministro del commercio dei liberali francesi per una riforma democratica dello Stato, occupandosi della figlia di Maria Cosway, una pittrice anglo-italiana che amava, e di Sally, schiava di colore per la quale in seguito proverà dei sentimenti amorosi.
La storia è raccontata attraverso flashback dal figlio meticcio di Sally e Jefferson.

## Colonna sonora
Nel cast e nella colonna sonora compare William Christie, che dirige Dardanus con Les Arts Florissants.

## Critica
Sceneggiato da Ruth Prawer Jhabvala, all'epoca della sua uscita il film è stato accolto severamente dalla maggior parte dei critici.